# Arachnis picta
Arachnis picta is een nachtvlinder uit de familie van de spinneruilen (Erebidae), onderfamilie beervlinders (Arctiinae). Hij komt verspreid over het het zuidwesten van de Verenigde Staten en het aangrenzende deel van Mexico voor. De imago heeft een spanwijdte van ongeveer 5 centimeter. De rupsen leven van kruidachtige planten als wilde radijs en soorten Acanthus. De vliegtijd is gedurende de zomer, de habitat bestaat uit grasland.